# Marcelino Arango Palacio
Marcelino Arango Palacio (Abejorral, 1851-Manizales, 1927) fue un político, empresario, abogado y militar colombiano.  
Considerado como uno de los múltiples fundadores de Caldas, fue el segundo gobernador de este departamento. Además, fue ministro en varios gobiernos. 

## Biografía
Nació en Abejorral, Antioquia, en 1851, hijo de José Arango Montoya y de Camila Palacio Restrepo. Su hermano fue el prominente abogado Silverio Arango. Estudió derecho en la Universidad de Antioquia. 
Inició sus labores militares con el rango de capitán en "El Cuchillón" en 1875, para ingresar al año siguiente en la Guerra de las Escuelas al servicio de los insurrectos conservadores, como ayudante del General en jefe de las Fuerzas rebeldes en Antioquia. Participa de la Batalla de Los Chancos, donde, a pesar de haber sido derrotados los conservadores, Arango se destacó. De allí se replegó a combatir en la zona del Otún, en el sur del actual departamento de Risaralda, obteniendo éxitos militares que le valieron ser confirmado como Teniente Coronel. 
Para la guerra civil de 1885, se convierte en jefe de operaciones militares en Antioquia, además de ser prefecto, líder civil y militar, de la Provincia del Sur. Diez años después, en la guerra civil de 1895, fue nombrado jefe de Estado Mayor del ejército antioqueño, el cual era liderado por el general José María Domínguez Escobar. Como consecuencia de su participación en esta guerra, fue ascendido al grado de general por el presidente Miguel Antonio Caro. 
En las últimas décadas del siglo XIX, fue uno de los miembros fundadores de la Empresa del Burila, empresa en la que surgió como uno de sus principales accionistas. 
Comenzada la guerra de los Mil Días, Arango se enfiló en las fuerzas del gobierno de Manuel Antonio Sanclemente. Fue el jefe de las fuerzas conservadoras en el centroccidente del país (Sur de Antioquia, Norte de Cauca y Norte de Tolima). Pese a tener una destacada participación, renunció después de los acontecimientos del 31 de julio de 1900, día del golpe de Estado que derrocó a Sanclemente. Al igual que el resto de los altos mandos militares, a Arango no le agradó el golpe, razón por la que se retiró siendo General de Brigada.
Tras retirarse del ejército, se dedicó a la política, siendo Ministro de Gobierno, Ministro de Hacienda y Ministro de Obras Públicas en el gobierno de Marco Fidel Suárez. 
También fue Senador, Representante a la Cámara, diputado a la Asamblea Departamental de Cauca, diputado a la Asamblea Departamental de Caldas y presidente del legislativo nacional. Anteriormente, había servido como Ministro de Hacienda y Fomento de Carlos Holguín, Ministro del Tesoro de Rafael Núñez, Diputado a la Asamblea Departamental de Antioquia, fiscal en Antioquia y concejal de Manizales. 
Hay que mencionar su papel en la fundación del departamento de Caldas, del cual fue segundo gobernador: Fue uno de los principales impulsores y considerado fundador de este departamento, en compañía de personalidades como su cuñado Alejandro Gutiérrez Arango.